# Gobierno de ʻAisake Eke
El gobierno de ʻAisake Eke es el actual Gobierno de Tonga desde el 22 de enero de 2025, cuando ʻAisake Eke fue nombrado primer ministro por el rey Tupou VI. 

## Elección y nombramiento
Tras las elecciones generales de 2021, ʻAisake Eke fue electo para la Asamblea Legislativa como Representante Popular por el distrito electoral de Tongatapu 5. Tras la elección, fue uno de los candidatos al cargo de primer ministro —elegido por el Parlamento—, pero fue derrotado por Siaosi Sovaleni por 26 contra 16 votos.
El 23 de noviembre de 2024, Eke presentó, junto a otros diez miembros de la Asamblea Legislativa, una moción de censura contra Siaosi Sovaleni. En concordancia con la cláusula 50 de la Constitución del Reino, se inició un plazo de cinco días para la presentación de una respuesta por parte del primer ministro, la cual fue pospuesta en dos ocasiones debido a compromisos oficiales del mandatario. El 9 de diciembre, previo al inicio del trámite parlamentario de la moción, Sovaleni renunció al cargo, y Samiu Vaipulu asumió de forma interina.
Tras la apertura de nominaciones al cargo, Eke confirmó su postulación. El 24 de diciembre de 2024, fue electo primer ministro tras lograr el apoyo de 16 parlamentarios en una votación secreta, frente a 8 de su oponente Viliami Latu, el Representate Popular por el distrito de Vava'u 16. Fue nombrado oficialmente por el rey Tupou VI el 22 de enero de 2025 en el Palacio Real.

## Estructura y composición
Los integrantes del Gabinete fueron anunciados el 28 de enero de 2025. De los once ministros designados, cuatro de ellos —máximo legal— no fueron electos para la Asamblea Legislativa, por lo cual en virtud de la cláusula 51.6 de la Constitución del Reino, se les fueron otorgados escaños ex-officio. Asimismo, Eke incluyó a dos mujeres y al príncipe heredero Jorge Constantino. El 31 de enero, realizaron sus juramentos ante la Asamblea.
| Gobierno de ‘Aisake Eke (desde el 22 de enero de 2025)                                |                                                                                   |         |
| Cargo                                                                                 | Titular                                                                           | Titular |
| Primer ministro Finanzas y Planificación Nacional Pesca Prisiones                     | ʻAisake Eke (Tongatapu 5) Desde el 22 de enero de 2025                            |         |
| Ministerios                                                                           |                                                                                   |         |
| Vice primer ministro Infraestructura Meteorología, Medio Ambiente, y Cambio Climático | Taniela Fusimalohi ('Eua 11) Desde el 31 de enero de 2025                         |         |
| Asuntos Exteriores Defensa                                                            | S.A.R Tupoutoʻa Jorge Constantino (No parlamentario) Desde el 31 de enero de 2025 |         |
| Tierras y Recursos Naturales Educación                                                | ʻUhilamoelangi Fasi (Tongatapu 2) Desde el 31 de enero de 2025                    |         |
| Policía Bomberos y Servicios de Emergencia Empresas Públicas                          | Paula Piukala (Tongatapu 7) Desde el 31 de enero de 2025                          |         |
| Justicia Turismo                                                                      | Mo'ale Finau (Ha'apai 12) Desde el 31 de enero de 2025                            |         |
| Ingresos y Aduanas                                                                    | Mateni Tapueluelu (Tongatapu 4) Desde el 31 de enero de 2025                      |         |
| Salud                                                                                 | Ana ‘Akau’ola (No parlamentario) Desde el 31 de enero de 2025                     |         |
| Asuntos Internos                                                                      | Sinaitakala Tu’itahi (No parlamentario) Desde el 31 de enero de 2025              |         |
| Agricultura, Alimentación y Bosques                                                   | Siosiua Halavatau (No parlamentario) Desde el 31 de enero de 2025                 |         |
| Comercio y Desarrollo Económico                                                       | Kapeli Militoni Lanumata (Tongatapu 10) Desde el 31 de enero de 2025              |         |